# Brackel (Dolna Saksonia)
Brackel – miejscowość i gmina położona w niemieckim kraju związkowym Dolna Saksonia, w powiecie Harburg, należy do gminy zbiorowej (niem. Samtgemeinde) Hanstedt.

## Położenie geograficzne
Brackel leży na skraju Pustaci Lüneburskiej ok. 40 km na południe od Hamburga. Jest gminą położoną w północno-wschodniej części gminy zbiorowej Hanstedt. Od wschodu graniczy z gminą Toppenstedt z gminy zbiorowej Salzhausen a od północy z gminą Seevetal.

## Historia
Po raz pierwszy nazwa Brackel była wzmiankowana w 1300 r.
W latach 1319 – 1333 Gerhard von Oedeme i książę Eryk I von Sachsen-Lauenburg sprzedają gospodarstwa klasztorowi w Ramelsloh.

## Dzielnice gminy
W skład gminy Brackel wchodzą dwie dzielnice: Brackel i Thieshope.